# Варшавска цитадела
Варшавската цитадела (на полски: Cytadela Warszawska) е крепост от XIX век, разположена във Варшава, столицата на Полша.
Построена е по заповед на цар Николай I след потушаването на ноемврийското въстание през 1830 г. Има за цел да укрепи контрола на Руската империя над града. Цитаделата служи и като затвор в края на 1930 г., особено нейният страховит Десети павилион. Сградата е музей от 1963 г..

## История
Крепостта е построена като петоъгълен ограден комплекс от тухлени сгради с високи външни стени на площ от 36 хектара. За изграждането е било необходимо разрушаването на 76 жилищни сгради и насилственото преселване на 15 000 жители.
Цитаделата е построена по лична заповед на цар Николай I след поредното полско въстание. Главен архитект на обекта е генерал-майор Йохан Якоб фон Ден (Иван Ден), който използва плана на цитаделата в Антверпен (разрушена от французите по-късно същата година). Основният камък е положен от фелдмаршал Иван Паскевич, де факто вицекрал на Конгресна Полша.
Работата по Варшавската цитадела започва на 31 май 1832 г., на мястото на разрушени манастир и квартала Фавори. Официално е завършена на 4 май 1834 г., за да отбележи 18-ия рожден ден на руския царевич Александър, на когото е наречена. В действителност крепостта се достроява още 40 години, до 1874 г. Цената на строителството възлиза на 11 милиона р. рубли (около 8,5 тона чисто злато или 128 милиона евро по днешни цени), което е колосална сума от стандартите от ХІХ век и се поемат изцяло от град Варшава и Банката на Полша като поредно наказание за неуспешно въстание.
В мирно време там са разположени около 5000 руски войници. През 1863 г. по време на януарското въстание гарнизонът е подсилен до 16 000 души. От 1863 г. в крепостта се помещава 555 единици артилерия от разни калибри, която може да покрие по-голяма част от центъра на града с артилерийски огън.
След подобрения през 1854 година към цитаделата са добавени 5 бастиона, наречени Владимир, Алексей, Павел, Георгий и Сергей.
Още преди началото на ХХ век става ясно, че такива традиционни укрепления вече не са ефикасни заради съвременната нарезна артилерия. Руската империя планира през 1913 г. да разруши крепостта, но това не започва преди избухването на Първата световна война. През 1915 г. Варшава е окупирана от германски сили след малко съпротива от страна на руския гарнизон, който изоставя крепостта и се оттегля на изток. Германците взривяват няколко от неговите структури, но основната част от цитаделата остава непокътнати. Екзекутират там 42 души през 1916 г.
След като Полша възвръща независимостта си през 1918 г., цитаделата е поета от полската армия. Тя е използвана като гарнизон, център за обучение на пехотата и склад за военна наличност. През 1944 г. по време на Варшавското въстание, германският гарнизон на цитаделата е възпрепятстван да се свърже с центъра на града. Крепостта преживява войната и през 1945 г. става отново имот на полската армия.

### Коменданти на цитаделата
- 1840: генерал-майор Баришников
- 1842 – 1843: генерал-лейтенант Федоренко
- 10 октомври 1843 – 10 март 1845: генерал-лейтенант барон Ренне
- 8 февруари 1851 – 11 август 1858: генерал-лейтенант Житов
- 1858 – 27 май 1864: генерал-лейтенант Ермолов
- 5 юни 1864 – 17 декември 1876: генерал-лейтенант Зайцов
- 3 февруари 1877 – 15 май 1883: генерал-лейтенант Улрих
- 17 юли 1883 – 16 юни 1886: генерал-лейтенант Унковский
- 22 октомври 1886 – 26 юли 1887: генерал-лейтенант Кузмин

### Цитаделата като затвор
В Александровската цитадела са обособени 104 каземата, представляващи затворнически килии за 2940 предимно политически затворници. Повечето от тях са в Десетия павилион. Списъкът на поляците, лежали в затвора до Първата световна война, включва забележителни патриоти и революционери на Полша:
- Aполон Корзениовски, писател, политически активист и баща на писателя Джоузеф Конрад;
- Ромуалд Tраугут, лидер на януарското въстание; Ярослав Дабровски, по-късно военен началник в Парижката комуна (1871);
- Феликс Дзержински, лидер на Октомврийската революция от 1917 г., основател на ЧК;
- Роза Люксембург, марксистка теоретичка и революционерка;
- Йозеф Пилсудски, по-късно маршал на Полша;
- Роман Дмовски, политик;
- Eлигиуш Невядомски, убиец на първия полски президент Габриел Нарутович.

Десети павилион на Цитаделата от 1963 г. служи за музей.
- Портата на смъртта в Цитаделата
- Крепостни стени и руска артилерия
- Килията на Ромуалд Tраугут, Х павилион
- Кръстове близо до лобното място